# Nová Sedlica
Nová Sedlica (in ungherese Újszék) è un comune della Slovacchia facente parte del distretto di Snina, nella regione di Prešov.